# Gabbang

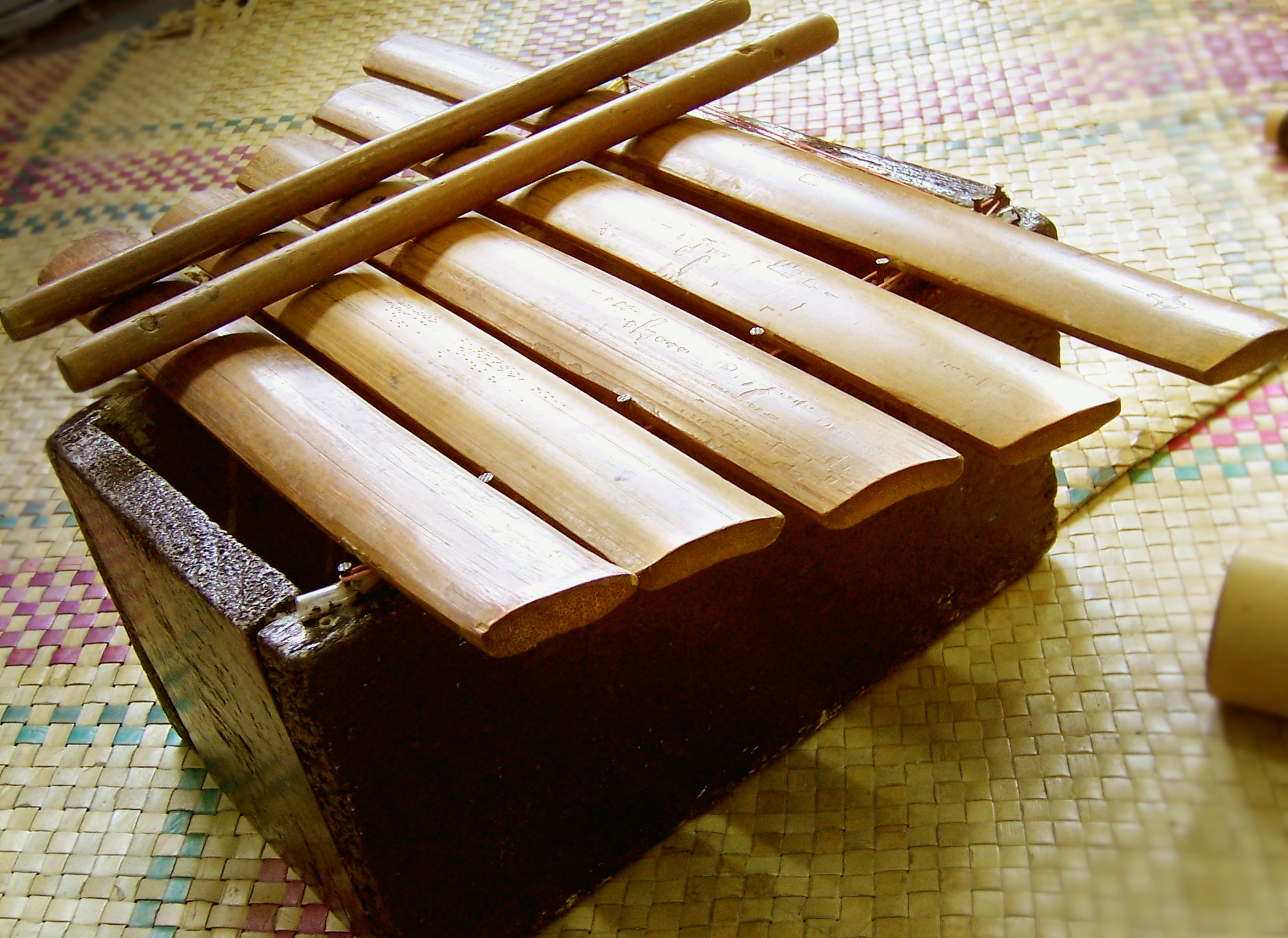
Gabbang

Le gabbang, également connu sous le nom de xylophone en bambou, est un instrument de musique en bambou utilisé dans le sud des Philippines . Chez les Tausug et les Sama, il est couramment joué pour accompagner des chants et des danses, en solo ou accompagné de biola .

## Caractéristiques physiques
Un gabbang est constitué d'un ensemble de barres de bambou trapézoïdales de longueur croissante reposant sur un résonateur. Le nombre de barres varie selon le groupe qui les a fabriquées. Pour les Yakan, groupe ethnique philippin, le nombre varie de 3 à 9 barres de bambou mais le gabbang agung commun en compte 5. Pour les Tausug, le nombre varie de 14 à 22 barres de bambou mais le gabbang commun en compte 12. En Palawan, le gabbang commun en compte 5.

## Jeu
Un xylophone en bambou est joué par frappe directe à l'aide d'un maillet en bois.